# Gémes József
Gémes József (Budapest, 1939. november 9. – 2013. április 13.) Balázs Béla-díjas magyar rajzfilmtervező- és rendező.

## Életpályája
1958-ban érettségizett a József Attila Gimnáziumban. Ezután mechanikai műszerész szakmát tanult. 1959-től 1961-ig esztergályosként dolgozott. 1961–1966 között az Iparművészeti Főiskola hallgatója a díszítőfestő tanszéken. Tanárai voltak Z. Gács György tanszékvezető, Ridovics László és Eigel István. Harmadévtől Nepp József lett a mestere, dramaturgiára Kardos Ferenc, filmtechnikára Cseh András tanította. 1965-től a Pannónia Filmstúdióban Kovásznai György Mesék a művészet világából és a Sorompó című rövűfilmjeiben mozdulattervező. 1966-ban vörös diplomával fejezte be tanulmányait.
Negyvennégy évet töltött a Stúdióban animátor-rendezőként. Sokoldalú képességei révén harmonikusan együtt tudott dolgozni koprodukciós partnerekkel, megrendelőkkel.
Mozdulattervezőként közreműködött a Peti és a népszerű Gusztáv-sorozat egyes darabjainak elkészítésénél. Rövid, de magvas mondanivalójú Koncertisszimo című háromperces rajzfilmjével Krakkóban az Aranysárkány nagydíjat nyerte el.
Tanárként az Iparművészeti Főiskolán több évfolyamot vezetett a diplomáig 1981 és 1998 között. Nagy szakmai tudásával megalapozta a szak arculatát, személyisége a hallgatókban élt tovább.
A Pannónia Filmstúdió szakmai tanfolyamainak anyagát is kidolgozta. Tanított itt, a Kecskeméti és a Pécsi Stúdióban.
2009-ben a hetvenedik születésnapjára impozáns kiállítást rendeztek műveiből.
A Pannónia Filmstúdióban Gémes József már korán felfedezte a számítógépes programok felhasználásának jelentőségét, és kidolgozta gyakorlati alkalmazásának lehetőségeit az animációs film készítésénél. Erről írta a Amit a xeroxról tudnod kell, ha rajzoló vagy című tankönyvet (Pintér Erzsébet társszerző), mely megjelent az Animációs Könyvtár sorozatban (szerk. Matolcsy György, Sarkadi Ilona).

## Filmek, amiket rendezett
Egyedi rövidfilm
- A torkos menyét (1964)
- Koncertisszimo (1968)
- Díszlépés (1970)
- Esemény (1970)
- Temetés (1970)
- Infantilizmus (1971)
- Sün barátom (1976)
- Új Iliász (1994)
- Népek-országok (2008-9)

Mozirövidfilm
- Mesék a művészet világából (1965) animátor (rendező Kovásznai)
- Hamlet (1967) animátor (rendező Kovásznai)
- Várakozni jó (1969) animátor (rendező Kovásznai)

Mozisorozat
- Gusztáv a menedékházban (1966)
- Doktor Gusztáv (1966)
- Peti a békaember (1967)
- Topino-epizódok (megrendelő Coty)
- Zimme-zum-sorozat (1971):
  - Vetélkedő
  - Közös erővel

Tévésorozat
- Mézga elő-film (1968)
- Mézga Aladár (1972)
  - Második dimenzió
  - Varia
- Cantinflashow (megrendelő Moro, 12 epizód, 1974)
- Cantinflashow (26 epizód, 1975)

Reklámfilm
- Mahart - ügyes kishajó (1971)

Pilotfilm
- Csipkerózsika (1983)
- Lollipop két epizód (1986)

Egész estés film
(A filmek többségének operatőre Varga György)
- Hugó, a víziló animációs rendező (megrendelő Faberge Brut, 1975)
- Daliás idők (1984)
- Macskafogó dramaturg, technikai rendező (rendező Ternovszky, 1986)
- Vili a veréb (1989)
- A hercegnő és a kobold (megrendelő Siriol, S4C, NHK, 1991)
- Vacak, az erdő hőse (megrendelő FFfF USA, 1997)
- Ének a csodaszarvasról technikai rendező (rendező Jankovics 2002)

## Díjai, elismerései
- Chicagói Filmfesztivál: Ezüst Hugó-díj (1968)
- Krakkói Rövidfilm Fesztivál: Arany Sárkány-díj (1968, Koncertisszimo)
- Miskolci Filmfesztivál: kategóriadíj (1969)
- Lipcse a város díja (1970, 1971)
- Nyon ezüst Sestercius (1970)
- Budapest I. Reklámfilmszemle (1971)
- Thessaloniki zsűri különdíj (1973)
- Várna oklevél (1973)
- New York III. díj (1974)
- Cork oklevél (1976)
- Espinho (zsűri különdíj, kritikusok díja, Alves Costa díj 1983)
- Paris oklevél (1984)
- Annecy egész estés kategóriadíj (1985)
- Kecskemét kategóriadíj (1985)
- Chicago kategóriadíj (1989)
- Kecskemét közönségdíj (1993)
- Fort Lauderdale legjobb gyerekfilm (1994)
- Balázs Béla-díj (1975)
- Érdemes művész (1980)
- SZOT-díj (1984)
- Kiváló művész (1989)